# 崖上のスパイ
『崖上のスパイ』（がいじょうのすぱい、原題：懸崖之上）は、2021年の中国映画。
1930年代の満州国を舞台に、ソ連で特殊訓練を受けた中国共産党のスパイ・チーム男女4人を描いたサスペンス映画。監督はチャン・イーモウ。
日本では2021年の東京・中国映画週間で『懸崖の上』の邦題で上映された後、2023年に『崖上のスパイ』の邦題で劇場公開された。

## キャスト
- 張憲臣（チャン・シエンチェン）：チャン・イー
- 周乙（ジョウ・イー）：ユー・ホーウェイ
- 王郁（ワン・ユー）：チン・ハイルー
- 小蘭（シャオラン）：リウ・ハオツン
- 楚良（チュー・リャン）：チュー・ヤーウェン
- 魯明（ルー・ミン）：リー・ナイウェン
- 高（ガオ）科長：ニ・ダホン
- 金志徳（ジン・ジーダー）：ユー・アイレイ
- 小孟（シャオモン）：フェイ・ファン
- 謝子栄（シエ・ズーロン）：レイ・ジャーイン
- 老馮（ラオ・フォン）：シャー・イー

## スタッフ
- 監督：チャン・イーモウ
- 脚本：クァン・ヨンシアン、チャン・イーモウ
- 製作：パン・リーウェイ、リン・レオン
- 撮影：チャオ・シャオティン
- 美術：リン・ムー
- 音響：ヤン・ジャン、チャオ・ナン
- 音楽：チョ・ヨンウク